# Hydrellia ascita
Hydrellia ascita är en tvåvingeart som beskrevs av Cresson 1942. Hydrellia ascita ingår i släktet Hydrellia och familjen vattenflugor. Inga underarter finns listade i Catalogue of Life.